# ABC百科全書
ABC百科全書（the ABCs）是百科全书出版界对三部英文百科全書的统称，即《大美百科全書》、《大英百科全书》及《科里爾百科全書》，也有人誇稱為「世界三大百科全書」。ABC是三本百科全书的英文首字母。
- 《大美百科全書》（Encyclopedia Americana）是ABC百科全書之A，全30卷，1923年出版，是標準型的綜合百科全書。內容偏重美國和加拿大的歷史、地理和人物資料。
- 《大英百科全书》（Encyclopædia Britannica）又稱《大不列顛百科全書》，是ABC百科全書之B，1768年誕生，為公認最具有權威的大型綜合性百科全書，已有210多年的歷史。1994年正式發佈了《大英百科全書網路版》（Encyclopedia Britannica Online）。
- 《科里爾百科全書》（Collier's Encyclopedia），是ABC百科全書之C，共24卷，是20世紀新編的大型英語綜合性百科全書，由美国科里爾出版公司於1949年创编，其參考書目的編選為各類百科之冠。